# ...When Love Happens
...When Love Happens es una película de comedia romántica nigeriana de 2014 coproducida y dirigida por Seyi Babatope. Está protagonizada por Weruche Opia, OC Ukeje, Beverly Naya, Oreka Godis, Gideon Okeke, Bukky Wright, Desmond Elliot, Wale Ojo, Keppy Ekpenyong y Shafy Bello.

## Sinopsis
Moduroti (Mo) Bankole-Smith (Weruche Opia) es una exitosa planificadora de bodas. Pero a pesar de que su trabajo es ayudar a otros a realizar sus bodas, a ella le resulta difícil entablar una relación. 

## Reparto
| Actor               | Personaje                   |
| ------------------- | --------------------------- |
| Weruche Opia        | Moduroti (Mo) Bankole-Smith |
| Gideon Okeke        | Tobe Okoronkwo              |
| Beverly Naya        | Jennifer Obigwe             |
| Oreka Godis         | Tseju                       |
| OC Ukeje            | Dare Laguda                 |
| Bassey Ekpeyong     | Tunde Bankole-Smith         |
| Shafy Bello         | Anna Bankole-Smith          |
| Wale Ojo            | Oladele Laguda              |
| Bukky Wright        | Sra. Laguda                 |
| Desmond Elliot      | Lanre                       |
| Helen Paul          | Chika                       |
| Blossom Chukwujekwu | Ike                         |
| KC Ejelonu          | KC                          |
| Femi Brainard       |                             |
| Enyinna Nwigwe      |                             |

## Producción
La producción de la película tomó siete meses. El rodaje inició alrededor de febrero de 2014 en Lagos y duró dos semanas.

## Lanzamiento
De agosto a septiembre de 2014, se estuvieron publicando los detrás de cámaras a través de YouTube. Un avance fue lanzado el 3 de septiembre de 2014, junto con carteles promocionales y fotos. El avance oficial estuvo en línea el 19 de septiembre de 2014. La película se estrenó el 16 de octubre de 2014, en el Genesis Deluxe Cinema en Lekki, Lagos, y en las salas de cine generales el 24 de octubre de 2014.

## Recepción
Recibió respuestas positivas desde su estreno; Bello y Ekpeyong se han descrito generalmente como la pareja destacada en la película. Sin embargo, la mayoría de los críticos notaron que Okeke no puede salir de su personaje de Tinsel, y que la química entre Opia y Okeke no está realmente ahí (o no se aprovecha) en la pantalla. Nollywood Reinvented le dio un 41%, mencionando que no hay mucho más en esto que la forma más pura y básica de una 'película elegante'. Sodas and Popcorn le concedió cuatro de cinco estrellas y concluyó: "Es una película bien dirigida, con un elenco y un equipo encantadores. Ofrece un momento muy divertido. Si eres fanático de las comedias sencillas, divertidas y saludables para la familia, esta te encantará". Toni Kan elogió el guion y las actuaciones, concluyendo que: "En general, es una película encantadora que enorgullece a Nollywood". Efeturi Doghudje de 360Nobs elogió la calidad de la imagen y música, pero señaló que la película se retrasó un poco debido a la presencia de escenas innecesarias y diálogos largos, que podrían haber sido editados. La calificó con 4 estrellas de 10 y concluyó: "para un primer largometraje, When Love Happens fue algo más que algo ordinario. Es una RomCom tranquila, con un reparto bien pensado y una gran producción". Movie Pencil elogió la calidad del guión y producción. Le dio a la película 4 de 5 estrellas, y la describió como una "experiencia para sentirse bien".

### Reconocimientos
Recibió nominaciones en los premios Africa Magic Viewers Choice Awards 2015 en tres categorías, incluida "Mejor actriz en una comedia" y "Mejor actor de reparto".
| Premios                                                            | Categoría                  | Nominados                     | Resultado |
| ------------------------------------------------------------------ | -------------------------- | ----------------------------- | --------- |
| Opción múltiple (Premios Africa Magic Viewers Choice Awards 2015 ) | Mejor actriz de comedia    | Weruche Opia                  | Nominada  |
| Opción múltiple (Premios Africa Magic Viewers Choice Awards 2015 ) | Mejor actor de reparto     | OC Ukeje                      | Nominado  |
| Opción múltiple (Premios Africa Magic Viewers Choice Awards 2015 ) | Mejor guionista de comedia | Diche Enunwa, Temitope Bolade | Nominado  |